# Kajetán
Kajetán je mužské křestní jméno latinského původu (Cajetan, italsky Gaetano, to jest „gajetský“, pocházející z italského města Gaeta).
Svatý Kajetán z Tiene má podle katolického kalendáře svátek 7. srpna.

## Zdrobněliny
Kajetano, Kajetánek, Tano

## Kajetán v jiných jazycích
- Slovensky, maďarsky: Kajetán
- Latinsky: Caietanus
- Německy, polsky: Kajetan
- Francouzsky: Gaétan, Gaëtan
- Španělsky: Cayetano
- Italsky: Gaetano
- Portugalsky: Caetano

## Známí nositelé jména
- svatý Kajetán z Tiene (1480–1547) – zakladatel řádu kajetánů (theatinů)
- Josef Kajetán Tyl – český dramatik a spisovatel
- Mons. ThDr. Kajetán Matoušek – světící biskup pražský
- Gaetano Donizetti (1797–1848) – italský skladatel oper

### Příjmení
- Tommaso de Vio, řečený Cajetanus (1469–1534) – italský kardinál
- Rino Gaetano (1950–1981) – italský zpěvák